# 番上
番上（ばんじょう）とは、日本の律令制において雑任などの下級官人が行っていた勤務形態。
常勤形態を取る長上に対して、非常勤の交替勤務の形態を番上と呼び、この形態で勤務していた官人を分番と呼んだ。後に分番に代わって当該官人そのもののことも番上あるいは番上官と呼ぶようになった。
長上と比較して待遇や昇進は低く、五位以上に昇ることは極めて困難であった。